# TACAN

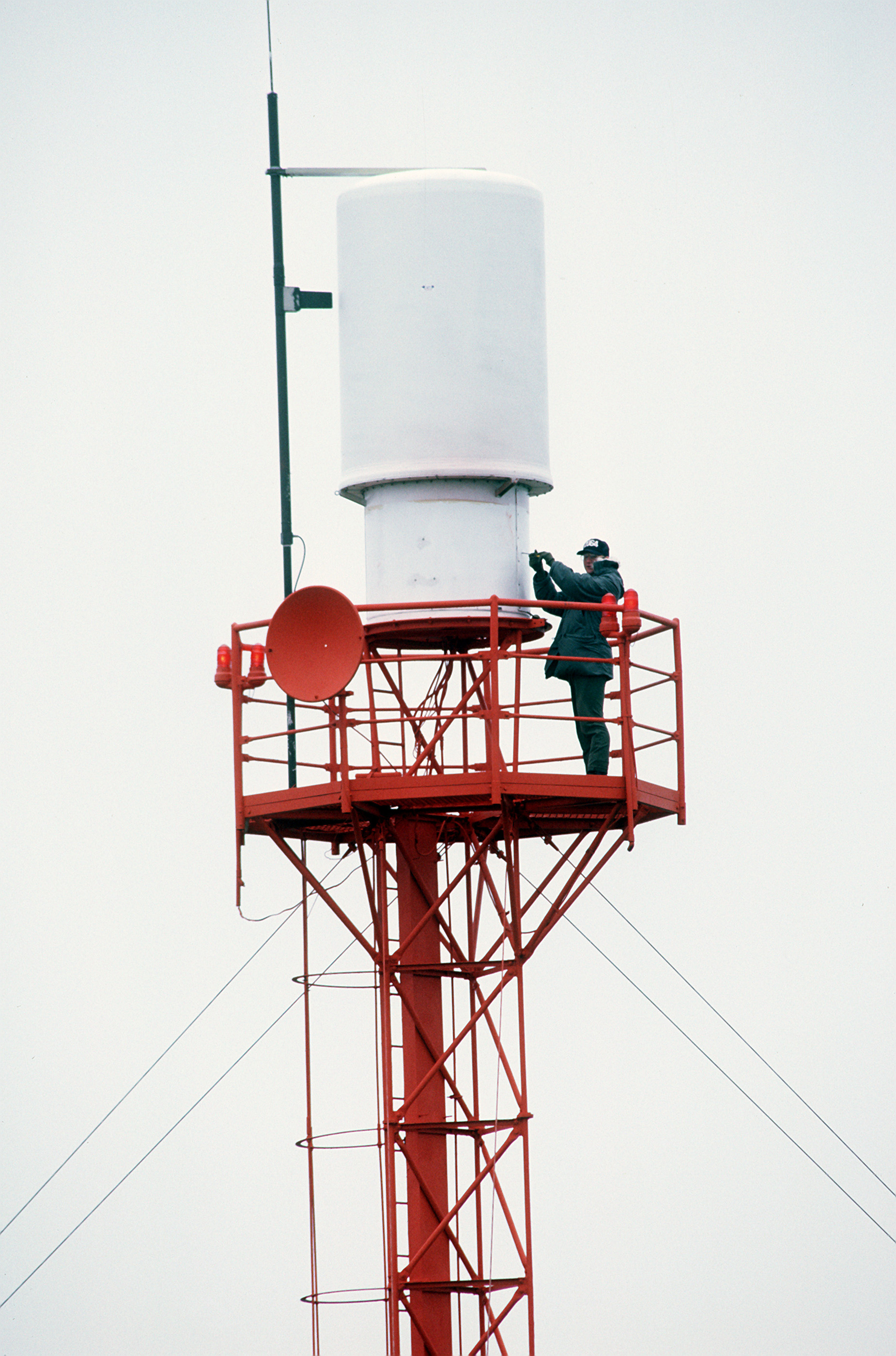
Vysílací anténa systému TACAN

TACAN (tactical air navigation system) je letecký radiový navigační systém, vyvinutý americkou armádou v 50. letech 20. století. Principiálně je podobný systému VOR, proti kterému je složitější a přesnější (chyba pod 1 stupeň, přesnost až 0,2°). Stejně jako VOR umožňuje pouze určení azimutu, proto se také vždy spojuje s dálkoměrným systémem DME.
Po uvolnění pro civilní použití bývá VOR a TACAN instalován společně jako VORTAC.
S nástupem družicové navigace je systém považován za neperspektivní a uvažuje se o jeho postupném zrušení.

## Princip
Stejně jako VOR využívá i TACAN dvojice signálů, z nichž jeden je všesměrový, synchronizační, vysílaný pevnou anténou. Druhý signál je vyzařován rotující anténou se složitější směrovou charakteristikou. V hrubém rozlišení má vyzařovací charakteristika rotující antény pouze globální maximum a minimum. Rotace (15 otáček/sec) je synchonizovaná s vysíláním pevné antény, takže přijímač může podle maxima a minima přibližný směr (radiál). Pevná anténa vyšle puls
Pro přesnější zaměření tvoří vyzařovací charakteristika rotující antény devět pomocných laloků - devět maxim a devět minim na jednu otáčku (úhlová vzdálenost laloků je tedy 40°). Pevná anténa vysílá během otáčky kromě hlavního ještě osm dalších pomocných synchronizačních pulsů.
To umožní řádové zpřesnění hrubého odhadu úhlu. Výsledek je proto lepší, než u systému VOR s pouze jedním maximem a jedním minimem na otáčku.
Navigaci systémem TACAN využíval kromě vojenských letadel například i americký Space Shuttle (tři přijímače v každém stroji).